# Cupaniopsis glomeriflora
Cupaniopsis glomeriflora är en kinesträdsväxtart som beskrevs av Ludwig Radlkofer. Cupaniopsis glomeriflora ingår i släktet Cupaniopsis och familjen kinesträdsväxter. Inga underarter finns listade i Catalogue of Life.